# Paradelphomyia (Oxyrhiza) cycnea
Paradelphomyia (Oxyrhiza) cycnea is een tweevleugelige uit de familie steltmuggen (Limoniidae). De soort komt voor in het Palearctisch gebied.